# Liste des cardinaux créés par Pie II
Le pape Pie II (1458-1464) a créé 13 cardinaux en 3 consistoires.

## 5 mars1460
- Angelo Capranica, évêque de Rieti
- Berardo Eroli, évêque de Spolète
- Niccolò Fortiguerra, évêque de Teano
- Alessandro Oliva, O.E.S.A., prieur général de son ordre
- Francesco Todeschini-Piccolomini ( futur Pie III ) , neveu du pape, protonotaire apostolique
- Burkhard Weisbriach, archevêque de Salzbourg

## 18 décembre1461
- Bartolomeo Roverella, archevêque de Ravenne
- Jean Jouffroy, O.S.B.Clun., évêque d'Arras
- Jaime Francisco de Cardona i de Aragón, évêque d'Urgell
- Louis d'Albret, évêque de Cahors
- Giacomo Ammannati-Piccolomini, évêque de Pavie
- Francesco Gonzaga, protonotaire apostolique

## 31 mai1462
- Johann von Eych, évêque d'Eichstätt